# Michael Melchior

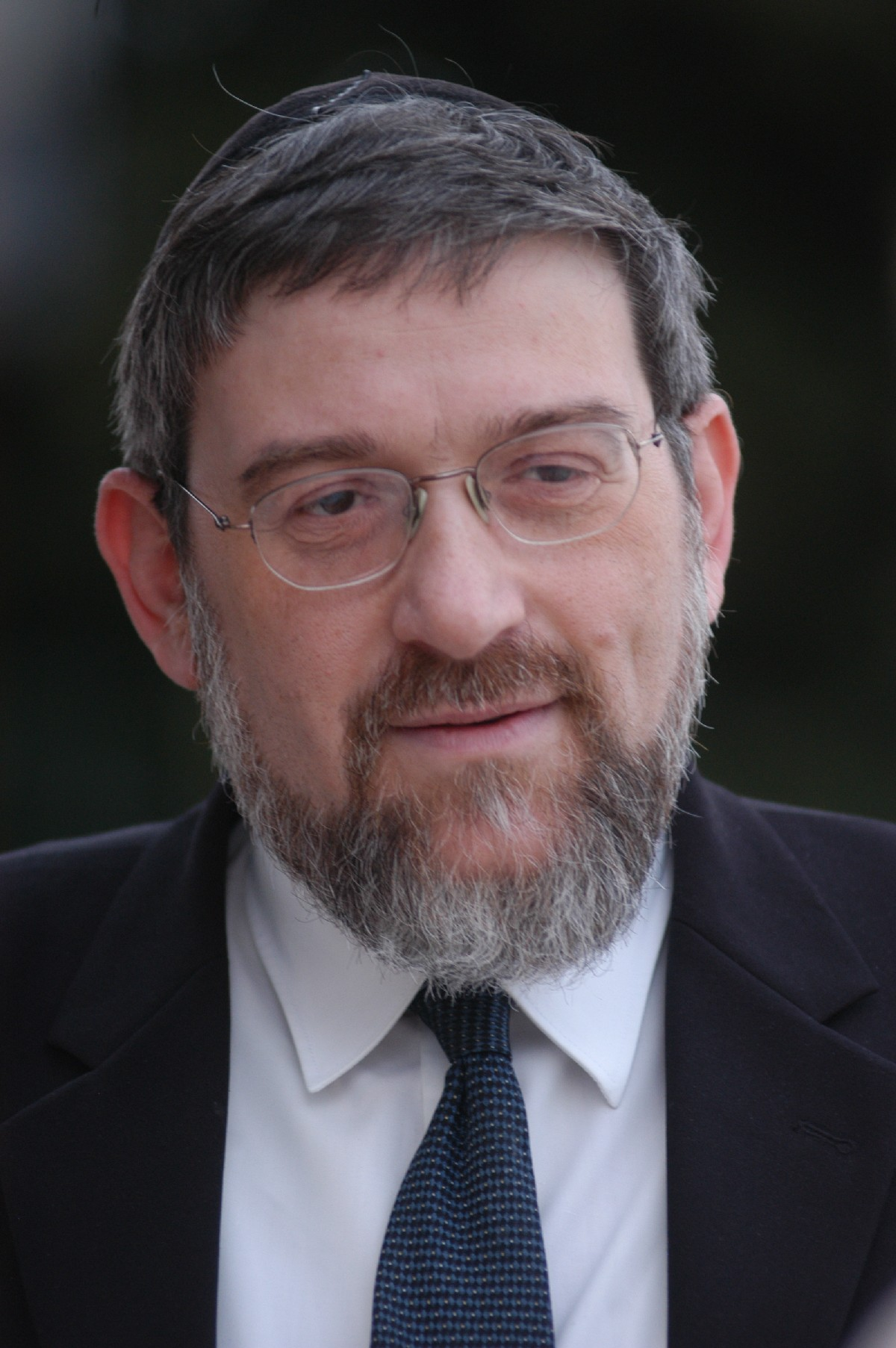
Michael Melchior (2006)

Michael Melchior (hebräisch מיכאל מלכיאור; * 31. Januar 1954 in Kopenhagen) ist ein dänisch-norwegischer orthodoxer Rabbiner und israelischer Politiker der moderaten, linksgerichteten religiösen Partei Meimad.
Melchior entstammt einer dänischen Rabbinerfamilie, studierte in Jerusalem und war 30 Jahre lang norwegischer Oberrabbiner. Seit 1986 lebt er überwiegend in Israel. Er leitet die Meimad seit 1996 und wurde 1999 in die Knesset gewählt. 2003 und 2006 wurde er wiedergewählt. Vom August 1999 bis zum März 2001 war er Minister für Soziale Angelegenheiten und Angelegenheiten der Diaspora, anschließend unter Schimon Peres vom März 2001 bis zum November 2002 Vizeaußenminister. In der Nachfolgeregierung unter Ariel Sharon war er zuerst stellvertretender Minister für Erziehung, Kultur und Sport (Januar bis Juni 2006) und stellvertretender Minister für Erziehung, Kultur und Sport und anschließend vom Juni bis zum November 2005 stellvertretender Minister für Soziale Angelegenheiten und Angelegenheiten der Diaspora.
Einer seiner Söhne, Jair Melchior, ist seit September 2014 Oberrabbiner von Dänemark.